# سد هنگکو
سد هنگکو (به لاتین: Hongkou Dam) یک سد وزنی و نیروگاه برقابی در چین است که در نینگده واقع شده‌است.